# Фугинг
Фугинг (ˈfʊɡɪŋ) је село у Аустрији. Припада општини Тарсдорф округа Инфиртел у Горњој Аустрији. Налази се 32 km северно од Салцбурга и 4 km источно од границе са Немачком, а пола сата вожње од места Петинг. Село има 93 становника. Село је 27. новембра 2020. године променило име Фукинг (нем. Fucking).

## Етимологија имена
Село је под овим именом познато од 1070. године, а названо је по баварском племићу по имену Фоко из шестог века. „Инг“ је стари германски суфикс који означава припадност људи названих према корену речи на кога се додаје. Тако, Фукинг у овом случају значи „(место )Фокових људи“.

## Саобраћајни знак
Највећа атракција Фукинга је саобраћајни знак на коме се налази његово име. Туристи који знају његово енглеско значење се често заустављају да би се сликали поред знака. Овај знак је такође често краден, због чега значајан део јавних средстава бива потрошен на његово поновно постављање.

Због крађи знака непријатности узрокованих овим именом, 2004. године се одржало гласање о промени имена села, али су становници села били против. Августа 2005. знаци на путу су били замењени другима, завареним за челичне носаче. Ове знакове је теже украсти.